# Fodspor i havet
Fodspor i havet er det ellevte studiealbum fra den danske rocksanger Michael Falch. Det blev udgivet den 24. september 2007. Musikmagasinet GAFFA gav albummet tre ud af seks stjerner, mens en noget mere begejstret anmelder fra BT gav seks ud af seks stjerner. Albummet toppede som #2 på Hitlistens Album Top-40 og nåede 14 uger på listen.

## Spor
1. "Fodspor I Havet" - 3:29
2. "Trækfugle" - 4:09
3. "Binder Mig Aldrig Igen" - 4:18
4. "Kun De Forrykte" - 3:27
5. "Filosofiske Smuler" - 3:06
6. "Langt Farvel" - 4:32
7. "Hjem Gennem Natten" - 3:51
8. "Lille, Ulykkelige Menneske" - 4:47
9. "Bliver Ved Med At Gå" - 3:19
10. "Sent Forår" - 6:07

## Medvirkende
- Michael Falch - vokal, guitar
- Henrik Hall - Mundharmonika
- Troels Skjærbæk - kontrabas
- Johan Lei Gellet - trommer
- Lars Skjærbæk - guitar
- Søren Koch - guitar, harmonium